# Memoriał Mariana Rosego 1988
Memoriał Mariana Rosego 1988 – 15. edycja turnieju żużlowego, który miał na celu upamiętnienie polskiego żużlowca Mariana Rosego, który zginął tragicznie w 1970 roku, odbyła się 31 lipca 1988 roku w Toruniu. Turniej wygrał Stanisław Miedziński.

## Wyniki
- Toruń, 31 lipca 1988
- NCD: Stanisław Miedziński – 65,42 w wyścigu 20
- Sędzia: Roman Cheładze

| Msc. | Zawodnik             | Klub         | Pkt |             |  |
| ---- | -------------------- | ------------ | --- | ----------- |  |
| 1    | Stanisław Miedziński | Toruń        | 15  | (3,3,3,3,3) |  |
| 2    | Zenon Kasprzak       | Leszno       | 14  | (3,2,3,3,3) |  |
| 3    | Zbigniew Błażejczak  | Zielona Góra | 12  | (1,3,3,3,2) |  |
| 4    | Dariusz Baliński     | Leszno       | 10  | (3,3,2,2,0) |  |
| 5    | Wojciech Żabiałowicz | Toruń        | 10  | (2,1,2,2,3) |  |
| 6    | Bo Arrhén            | Szwecja      | 9   | (2,2,3,1,1) |  |
| 7    | Mikael Blixt         | Szwecja      | 8   | (0,1,1,3,3) |  |
| 8    | Stefan Tietz         | Toruń        | 8   | (3,2,1,0,2) |  |
| 9    | Andrzej Huszcza      | Zielona Góra | 8   | (2,3,0,1,2) |  |
| 10   | Dariusz Stenka       | Gdańsk       | 7   | (0,2,2,2,1) |  |
| 11   | Krzysztof Kuczwalski | Toruń        | 6   | (1,1,2,1,1) |  |
| 12   | Grzegorz Dzikowski   | Gdańsk       | 4   | (2,0,1,0,1) |  |
| 13   | Robert Csilik        | Węgry        | 4   | (1,0,0,1,2) |  |
| 14   | Krzysztof Grzelak    | Gorzów Wlkp. | 3   | (0,0,1,2,0) |  |
| 15   | Sándor Kabai         | Węgry        | 2   | (1,1,0,0,0) |  |
| 16   | Jerzy Rembas         | Gorzów Wlkp. | 0   | (0,0,d,d)   |  |
|      | rez. Robert Pruss    | Toruń        |     | (0)         |  |

Bieg po biegu
1. [66,54] Kasprzak, Żabiałowicz, Błażejczak, Blixt
2. [65,78] Baliński, Dzikowski, Csilik, Rembas
3. [66,96] Tietz, Arrhén, Kuczwalski, Stenka
4. [65,96] Miedziński, Huszcza, Kabai, Grzelak
5. [66,32] Baliński, Stenka, Żabiałowicz, Grzelak
6. [66,40] Miedziński, Kasprzak, Kuczwalski, Dzikowski
7. [65,62] Huszcza, Arrhén, Blixt, Csilik
8. [66,59] Błażejczak, Tietz, Kabai, Rembas
9. [66,11] Arrhén, Żabiałowicz, Dzikowski, Kabai
10. [65,62] Kasprzak, Baliński, Tietz, Huszcza
11. [66,27] Miedziński, Stenka, Blixt, Rembas (d)
12. [66,98] Błażejczak, Kuczwalski, Grzelak, Csilik
13. [65,47] Miedziński, Żabiałowicz, Csilik, Tietz
14. [67,31] Kasprzak, Grzelak, Arrhén, Rembas (d)
15. [66,23] Blixt, Baliński, Kuczwalski, Kabai
16. [65,96] Błażejczak, Stenka, Huszcza, Dzikowski
17. [65,43] Żabiałowicz, Huszcza, Kuczwalski, Pruss
18. [66,23] Kasprzak, Csilik, Stenka, Kabai
19. [66,54] Blixt, Tietz, Dzikowski, Grzelak
20. [65,42] Miedziński, Błażejczak, Arrhén, Baliński